# Coppa del mondo di BMX 2008
La Coppa del mondo di BMX 2008, sesta edizione della competizione, si svolse tra il 9 febbraio ed l'11 ottobre 2008.

## Uomini

### Risultati
| # | Data            | Evento         | Vincitore      | Leader della Cl. mondiale |
| - | --------------- | -------------- | -------------- | ------------------------- |
| 1 | 9 febbraio      | Madrid         | Arturs Matison | Arturs Matison            |
| 2 | 12-13 aprile    | Adelaide       | David Herman   | David Herman              |
| 3 | 10 maggio       | Copenaghen     | Donny Robinson | Donny Robinson            |
| 4 | 12-13 settembre | Salt Lake City | Nicholas Long  | Donny Robinson            |
| 5 | 10-11 ottobre   | Fréjus         | David Herman   | Donny Robinson            |

### Classifica generale
| Pos. | Corridore              | Punti |
| ---- | ---------------------- | ----- |
| 1    | Donny Robinson         | 63    |
| 2    | David Herman           | 50    |
| 3    | Kyle Bennett           | 46    |
| 4    | Mike Day               | 33    |
| 5    | Māris Štrombergs       | 29    |
| 6    | Raymon van der Biezen  | 28    |
| 7    | Andres Jimenez Caicedo | 26    |
| 8    | Robert de Wilde        | 25    |
| 9    | Jared Graves           | 24    |
| 10   | Michal Prokop          | 22    |

## Donne

### Risultati
| # | Data         | Evento     | Vincitore             | Leader della Cl. mondiale |
| - | ------------ | ---------- | --------------------- | ------------------------- |
| 1 | 12-13 aprile | Adelaide   | Sarah Walker          | Sarah Walker              |
| 2 | 10 maggio    | Copenaghen | Shanaze Reade         | Sarah Walker              |
| 3 | 9-10 ottobre | Fréjus     | Laëtitia Le Corguillé | Arielle Martin            |

### Classifica generale
| Pos. | Corridore             | Punti |
| ---- | --------------------- | ----- |
| 1    | Arielle Martin        | 42    |
| 2    | Laëtitia Le Corguillé | 31    |
| 3    | Sarah Walker          | 29    |
| 4    | Amélie Despeaux       | 23    |
| 5    | Romana Labounková     | 23    |
| 6    | Lieke Klaus           | 21    |
| 7    | Magalie Pottier       | 19    |
| 8    | Maria Gabriela Diaz   | 19    |
| 9    | Tanya Bailey          | 17    |
| 10   | Shanaze Reade         | 16    |